# Unchained (Film)
Unchained ist ein 1955 erschienener US-amerikanischer Gefängnisfilm unter Regie von Hall Bartlett.

## Handlung
Der Film spielt in der California Institution for Men in Chino, einem Gefängnis mit nur minimalen Sicherheitsvorkehrungen: keine Mauern, keine bewaffneten Wachen, keine Überwachungstürme, nur ein Zaun trennt die Insassen von der Freiheit. Die Gefangenen leben in einer Art Wohnheim und können ihre Familie und Freunde jedes Wochenende besuchen, auch gibt es zahlreiche Möglichkeiten zur Selbstverbesserung und -verwaltung. Nutzt man jedoch die Möglichkeit zur Flucht, darf man nicht mehr nach Chino zurückkehren, sondern muss seine restliche Haft in den Hochsicherheitsgefängnissen von Folsom oder San Quentin absitzen.
Steve Davitt stammt aus Montana und wurde wegen schwerer Körperverletzung zu einer Haftstrafe verurteilt – er hatte einen Angestellten verprügelt, von dem er glaubte, er habe ihn bestohlen. Er sieht sich zu Unrecht im Gefängnis und will raus, um bei seiner Frau und seinem Sohn zu sein. Joe Ravens, der wegen Mordes verurteilt worden war, nimmt Davitt unter seine Fittiche und versucht ihn davon zu überzeugen, seine geringe Strafe abzusitzen. Schließlich entscheidet sich Davitt zur Flucht, wird jedoch von seinem Freund überrascht, sodass es zum Faustkampf kommt. Als Davitt nun endlich seinen Fluchtplan umsetzen will, sieht er seinen Freund am Boden liegen, entschließt sich schließlich gegen die Flucht und kehrt ins Gefängnis zurück.

## Produktion
Unchained basiert auf dem Buch Prisoners are People von Kenyon J. Scudder über dessen Karriere als Aufsicht in Chino. Scudder wird im Film von Chester Morris gespielt. Für die Hauptrolle des Steve Davitt wurde der ehemalige Football-Spieler Elroy Hirsch verpflichtet. Die Dreharbeiten fanden am Schauplatz der Handlung, in der California Institution for Men in Chino statt.
Der Film wurde im Juli 1954 gedreht, die Produktionsfirma war Hal Bartlett Productions. Die Uraufführung fand am 19. Januar 1955 in Chino statt. Der US-Kinostart des von Warner Bros. vertriebenen Films war am 26. Februar 1955.
Besondere Bekanntheit erreichte die Titelmelodie Unchained Melody, die von Alex North und Hy Zaret für den Film geschrieben wurde. Im Film wird sie von Todd Duncan gesungen. Bei der Oscarverleihung 1956 wurde Unchained Melody in der Kategorie Bester Song nominiert. Über die Jahrzehnte wurde Unchained Melody vielfach gecovert und mehrfach zum Charthit.